# Hans Sachs (collectionneur)
Pour les articles homonymes, voir Sachs.
Hans Josef Sachs, né le 11 août 1881 à Breslau (Empire allemand) et mort le 21 mars 1974 à New York, est un dentiste, directeur de publication et collectionneur d'affiches américain d'origine allemande.
Il possédait avant 1938 l'une des plus importantes collections privées d'affiches artistiques au monde, soit près de 12 500, laquelle, spoliée par le régime nazi, fut en partie restituée à partir de 2012 à ses héritiers.

## Biographie
Hans Josef Sachs commence à collectionner des affiches à l'âge de 16 ans, grâce à son père. En 1904, il devient docteur en chimie, médecine et mathématiques, avant de se spécialiser dans la chirurgie-dentaire, publiant des études sur la parodontite. Il eut comme patient Albert Einstein. En décembre 1905, il cofonde à Berlin la Verein der Plakatfreunde (« Société des amis de l'affiche ») ; nommé directeur artistique, Lucian Bernhard en conçoit le logo. En 1910, Sachs lance un périodique trimestriel, Das Plakat, consacré à l'art de l'affiche et de la publicité, dans lequel il signe des articles sous divers pseudonymes (B. Kiesewetter, Karl Karrenbach ou Fritz Hasemann),. Cette publication, devenue bimestrielle en 1913, va durer jusqu'en 1921, atteignant un tirage, fixé au départ à 200 exemplaires, à près de 10 000 exemplaires en 1920 ; autour de cette publication, un vaste réseau régional et international s'est développé. En avril 1922, après la dissolution de la Verein der Plakatfreunde, il tente d'intéresser la gouvernement de la république de Weimar à un projet de musée consacré à l'affiche dans le quartier de Berlin-Nikolassee. L'architecte Oskar Kaufmann (en) est chargé de la conception du lieu. Après bien des difficultés, dont un incendie, le local est reconstruit en 1926,,. 
Issu d'une famille juive totalement intégrée à la société allemande, ancien militaire durant la Première Guerre mondiale, Hans Sachs est inquiété une première fois par le régime nazi en 1935, et doit cesser d'exercer son métier. En 1937, son domicile est perquisitionné par la Gestapo. Le 9 novembre 1938, lors de la Nuit de Cristal, il est arrêté et envoyé au camp de concentration de Sachsenhausen durant vingt jours. Fin décembre, il parvient à quitter l'Allemagne avec sa famille pour les États-Unis via Londres avec sa seconde épouse Felicia et leur fils Peter, âgé d'un an. Entre 1939 et 1941 — déjà âgé de soixante ans — il repasse ses études de troisième cycle et les examens nécessaires à la Harvard Dental School (Boston), et obtient son diplôme dentaire en 1941 ; il peut alors exercer à New York. En 1962, il met fin à son activité professionnelle.

### Une collection perdue
Peu avant de quitter l'Allemagne, Sachs confiait sa collection d'affiches à un ami banquier, Richard Lenz, n'emportant avec lui qu'une trentaine d'affiches. Cependant, le ministère de la Propagande nazie confisqua la collection au banquier. Convaincu que sa collection est à jamais perdue, Sachs réclame après guerre au gouvernement allemand une réparation, laquelle est fixée en mars 1961 à 225 000 deutschemarks. En 1966, Sachs est informé qu'une partie de sa collection se trouve entreposée à Berlin-Est dans les sous-sols du Museum für Deutsche Geschichte der DDR (musée de l'Histoire allemande de la RDA, aujourd'hui disparu). En dépit de nombreuses démarches, Sachs ne devait jamais revoir sa collection avant sa mort, en 1974.
En 2004, son fils, Peter Sachs, installé en Floride, contacte le nouveau Musée historique allemand (Berlin) : il propose de restituer l'indemnité (réévaluée à environ 600 000 euros versée en 1961), en échange des affiches entreposées dans les réserves du musée. L'inventaire fait état alors de seulement environ 4 300 affiches, évaluées à 4,5 millions d'euros. La juge Jutta Limbach, qui préside la nouvelle Commission consultative dans le cadre de la restitution des biens culturels confisqués à la suite des persécutions nazies, en particulier des biens juifs (Beratende Kommission im Zusammenhang mit der Rückgabe NS-verfolgungsbedingt entzogenen Kulturguts, insbesondere aus jüdischem Besitz) formée en 2003, est alors saisie. Ce n'est que le 16 mars 2012, que la Cour fédérale allemande finit par statuer que la famille Sachs demeure toujours la propriétaire légale de l'ensemble de la collection, malgré les indemnités qui avaient été versées entre-temps. Le Musée historique allemand annonce en mars 2012 qu'il négocie avec Peter Sachs sur les modalités de restitution de cette partie de la collection, qui finit par être restituée en octobre suivant. Peter Sachs décide alors de vendre aux enchères les quelque 4 344 pièces restantes en trois vacations. En janvier 2013, une première partie de la collection — 1 200 affiches — est mise aux enchères à New York et rapporte environ 2,5 millions de dollars. Le Musée historique allemand acquiert de son côté 31 pièces aux enchères pour 50 000 euros. 100 autres affiches ont été vendues aux enchères chez Christie's à Londres en 2016,,.